# Suore francescane di Nostra Signora del Buon Consiglio (Recife)
Le Suore Francescane di Nostra Signora del Buon Consiglio (in portoghese Irmãs Franciscanas de Nossa Senhora do Bom Conselho; sigla F.N.S.B.C.) sono un istituto religioso femminile di diritto pontificio.

## Storia
La congregazione fu fondata il 24 aprile 1853 a Papacaça, nel Pernambuco, dal missionario cappuccino Gaetano da Messina per assistere le bambine orfane e abbandonate da lui raccolte nel collegio del Bom Conselho; la prima suora dell'istituto fu Maria di Gesù Teixeira Vilela.
L'istituto è aggregato all'ordine dei frati minori cappuccini dal 29 novembre 1907 e divenne di diritto pontificio il 30 maggio 1957.

## Attività e diffusione
Le suore si dedicano all'educazione della gioventù e all'assistenza agli anziani e all'infanzia abbandonata.
Sono diffuse negli stati del nord-est del Brasile; la sede generalizia è a Recife.
Alla fine del 2015 l'istituto contava 115 religiose in 16 case.